# 馬魯丹國家公園
馬魯丹國家公園是馬來西亞的國家公園，位於砂拉越的木中省，成立於2000年，面積432平方公里，有馬來犀鳥、藍耳翠鳥、鸛嘴翡翠、綠皇鳩、細嘴烏鴉、大盤尾等野生鳥類棲息。